# ビーバーダム・クリークの戦い
ビーバーダム・クリークの戦い(ビーバーダム・クリークのたたかい、英:Battle of Beaver Dam Creek、またはメカニクスビルの戦い、英:Battle of Mechanicsville、あるいはエラーソンズミルの戦い、英:Battle of Ellerson's Mill）は、南北戦争初期の1862年6月26日、バージニア州ハノーバー郡で行われた、七日間の戦いの最初の大きな戦闘である。南軍ロバート・E・リー将軍は、北軍ジョージ・マクレラン少将のチカホミニー川北岸にあった右側面に対してその攻勢を始めた。南軍A・P・ヒル少将がD・H・ヒル少将支配下の旅団の1つに支援されてその師団を投入し、ビーバーダム・クリークの背後に退いていたフィッツ・ジョン・ポーターの第5軍団に対して一連の実らない攻撃を掛けた。南軍の攻撃は大きな損失を出して撃退された。しかし、ストーンウォール・ジャクソン少将のシェナンドー渓谷師団が北西から接近しており、翌朝ポーターはゲインズミルの直ぐ向こう、ボースン・クリーク背後の陣地まで後退を強いられた。

## 背景とリーの作戦

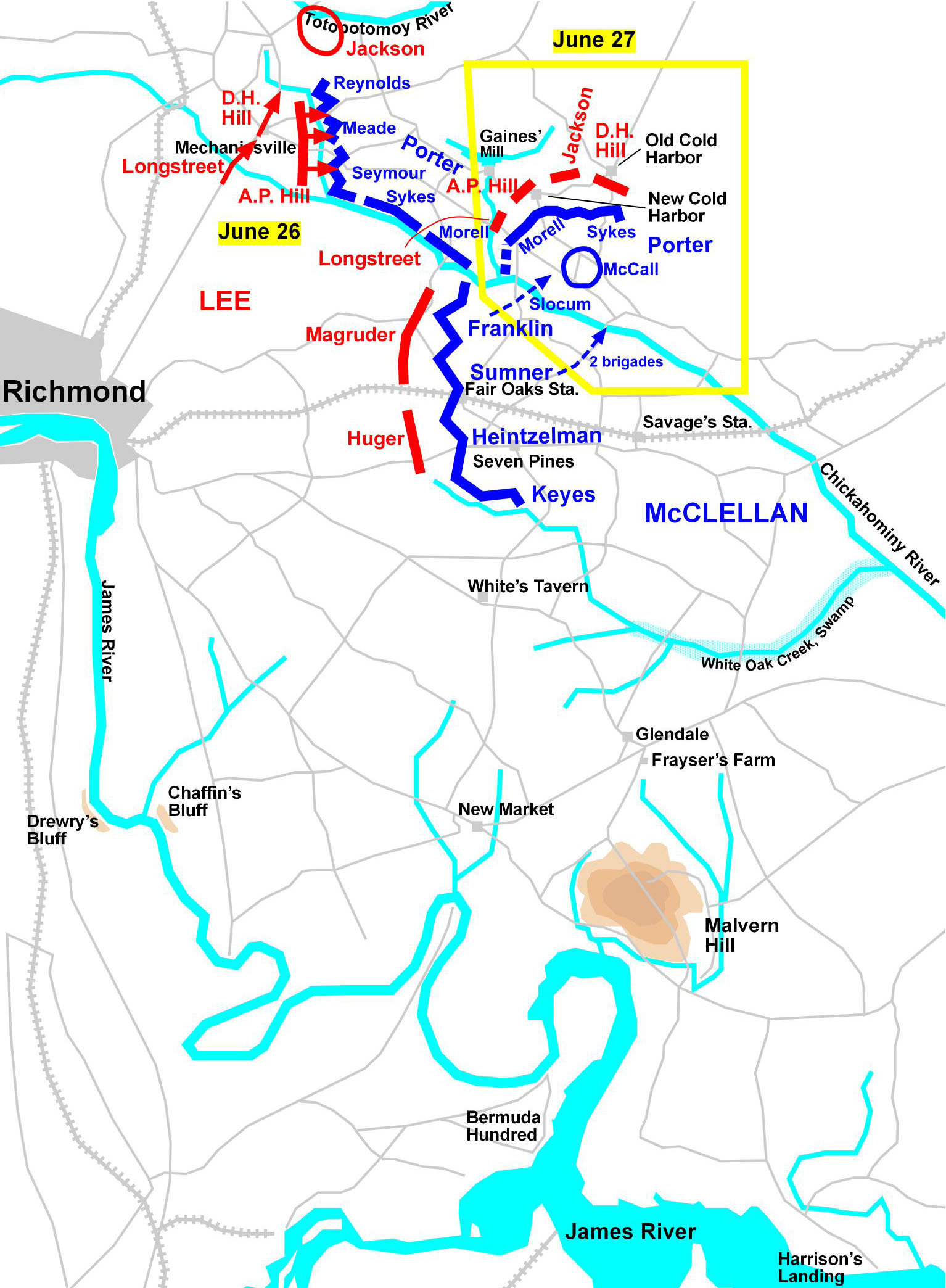
七日間の戦い、1862年6月26日-27日

1862年6月1日に終わったセブンパインズの戦いの後、北軍ジョージ・マクレラン少将に指揮されるポトマック軍はアメリカ連合国首都のリッチモンド郊外に消極的に居座ったままだった。南軍北バージニア軍の指揮官に新しく指名されたロバート・E・リー将軍は、その月を自軍の再編成と首都から北軍侵入兵を追い出すための攻勢の準備に没頭した。リーは援軍も求めた。ストーンウォール・ジャクソンのその4個師団（この時はチャールズ・S・ワインダー准将が指揮するジャクソン師団、およびリチャード・イーウェル少将、ウィリアム・H・C・ホワイティング准将、D・H・ヒル少将の各師団）がその成功したバレー方面作戦に続いてシェナンドー渓谷から6月25日に到着した。
北軍は雨で膨れ上がったチカホミニー川に跨って陣取っていた。軍の大半、4個軍団は川の南で半円を描いて配置されていた。残りのフィッツ・ジョン・ポーターが指揮する第5軍団は川の北、メカニクスビル近くにあり、ビーバーダム・クリークの背後で南北に、またチカホミニー川に沿って南東にL字形に戦列を作っていた。リーの作戦は自軍の大半を連れてチカホミニー川を渉り、北軍の右側面を攻撃し、マクレランの優勢な軍勢に対してはわずか2個師団（ベンジャミン・フーガー少将とジョン・B・マグルーダー少将の各師団）を塹壕線で守らせておこうというものだった。このことで約65,000名を集中させて30,000名に対抗し、わずか25,000名でリッチモンドを守って、北軍の60,000名を抑えるということだった。慎重な行動を要求する危険度の高い作戦だったが、リーは北軍に対して損耗戦あるいは包囲戦では勝てないことが分かっていた。南軍のJ・E・B・スチュアート准将の騎兵隊がポーターの右側面を偵察し（6月12日から15日の北軍全体について大胆ではあるが軍事的には意味の無い一周行動の一部）、そこが弱いことを見つけていた。マクレランはジャクソンの到着とアシュランド駅にいることに気付いていたが、川の北に居るポーターの脆弱な軍団を補強するために何もしなかった。
リーの作戦ではジャクソンが6月26日早くにポーターの北側面を攻撃開始することが要求された。A・P・ヒル少将の軽師団はジャクソン軍の砲声を聞いたときにミードウ橋から前進し、メカニクスビルから北軍の前哨隊を追い払い、続いてビーバーダム・クリークに進むこととされた。D・H・ヒル少将とジェイムズ・ロングストリート少将はメカニクスビルを通過し、D・H・ヒルはジャクソンを、ロングストリートはA・P・ヒルを支援することとした。リーはクリーク背後の北軍塹壕線を攻撃しなければならないとは予測せず、ジャクソンの側面回りこみでポーターがその戦線を放棄することになると予測した。川の南では、マグルーダーとフーガーが北軍4個師団の前で示威行動を行い欺くこととされた。

## 戦闘
リーの複雑な作戦は直ぐに躓いていった。ジャクソン隊は最近の作戦行動と長い行軍のために疲れており、予定より少なくとも4時間は遅れて進んだ。午後3時までにA・P・ヒルは我慢できなくなり、命令無しに11,000名の部隊による正面攻撃を始めた。北軍ジョージ・A・マッコール准将の師団が後退を強いられた。ポーターはジョン・H・マーティンデールとチャールズ・グリフィン各准将の旅団をマッコールの援軍に送り、その右側面を展開して強化した。ポーターは後退しビーバーダム・クリークとエラーソンズミルに沿って軍を集中させた。ここに14,000名が塹壕線を布き、6箇所の砲台の32門の大砲に支援され、繰り返し南軍の攻撃を撃退し、少なからぬ損害を与えた。
ジャクソンとその部隊は午後に到着したが、A・P・ヒルやD・H・ヒルの部隊を発見できず、何もしなかった。主要戦闘は耳に聞こえる範囲で荒れ狂っていたが、ジャクソンは夜のために露営の準備を命じた。ジャクソンは攻撃しなかったが、その陣地がポーターの側面に近かったので、マクレランは暗くなってからポーターに5マイル (8 km)東のボースン湿地の背後まで退くように命じた。マクレランはその右側面に南軍が終結してチカホミニー川北の供給線リッチモンド・アンド・ヨーク川鉄道を脅かすことを心配し、その供給基地をジェームズ川まで動かすことに決めた。また川の南でのフーガーとマグルーダーによる示威行動は自軍が勢力で負けていることを意味していると思い込んだ。これは、自軍に物資を供給する鉄道が無ければ、リッチモンド包囲を諦めなければならなくなることを意味したので、非常に重要な戦略的判断だった。
A・P・ヒルはこの時ロングストリート隊とD・H・ヒル隊を後にしてその攻撃を続けていた。ただし、リーからはその陣地を守れという命令が来ていた。ヒルの攻撃は大きな損失を出して撃退された。

## 戦闘の後
この戦闘は全体的には北軍の戦術的勝利であり、南軍は大きな損失を出しながらリーの作戦の重大な不備を伴う実行のために具体的目標のどれも達しなかった。60,000名以上の部隊が敵の側面を潰す代わりに、わずか5個旅団約15,000名が戦闘に参加しただけだった。その損失は1.484名であり、対するポーター隊は361名に留まった。リーの参謀はリーがジャクソンの行動によって「深く、ひどく落胆した」が、意思疎通の断絶、リーからのまずく書かれた命令およびリーの部下達大半に共通する判断の誤りが非難されるべきであると、回想した。
しかし、北軍はこれで短期間成功したものの、これは半島方面作戦の戦略的失敗と振り出しに戻る行動の始まりだった。マクレランはその軍隊を南東へ退却させ始め、その後も主体性を取り戻すことは無かった。七日間の戦いの翌日は、リーがゲインズミルの戦いで再びポーター隊への攻撃を始めることに続いた。